# Maingründel
Maingründel (umgspr.: Moigrindl) ist ein Kirchdorf und Ortsteil der Gemeinde Kutzenhausen im schwäbischen Landkreis Augsburg in Bayern. 

## Geographie
Maingründel liegt in der Reischenau.

## Geschichte
Die erste urkundliche Erwähnung von Maingründel datiert vom 4. Oktober 1150. Maingründel war ein Ortsteil der damaligen Gemeinde Reitenbuch, die wiederum heute ein Ortsteil von Fischach ist. Im Zuge der Gebietsreform erfolgte am 1. Mai 1978 die Umgemeindung nach Kutzenhausen.

## Kirche
Maingründel gehört zur katholischen Pfarrei Sankt Nikolaus in Kutzenhausen, im Dekanat Augsburg-Land des Bistums Augsburg.

## Wappen
Das Wappen zeigt auf blauen Grund über einem goldenen Kleeblattkreuz eine silberne Taube mit ausgebreiteten Flügeln.

## Vereine
- Blätterdach e. V.
- Freiwillige Feuerwehr Maingründel
- Harmoniemusik Maingründel
- Leonhardischützen Maingründel

## Belege
1. ↑  Zahlen und Fakten der Gemeinde Kutzenhausen, abgerufen am 9. Februar 2012.
2. ↑  Die Ortsteile der Gemeinde Kutzenhausen, abgerufen am 9. Februar 2012
3. ↑  Statistisches Bundesamt (Hrsg.): Historisches Gemeindeverzeichnis für die Bundesrepublik Deutschland. Namens-, Grenz- und Schlüsselnummernänderungen bei Gemeinden, Kreisen und Regierungsbezirken vom 27. 5. 1970 bis 31. 12. 1982. W. Kohlhammer GmbH, Stuttgart und Mainz 1983, ISBN 3-17-003263-1, S. 768.